# Лесное хозяйство Никарагуа
Лесное хозяйство в Никарагуа — одна из отраслей экономики Никарагуа.

## История
Лесозаготовки на территории страны начались ещё в колониальный период. В сентябре 1502 года Атлантическое побережье было открыто Х. Колумбом, в 1523 году здесь высадились испанские конкистадоры и завоеванные ими земли были включены в состав аудиенсии Санто-Доминго (в 1539 году - в состав аудиенсии Панама, а в 1573 году - в состав генерал-капитанства Гватемала). 
Ещё в XVIII веке англичане рубили красное дерево в устье реки Сеговия, позднее лесозаготовители начали работать по всему побережью, постепенно поднимаясь вверх по рекам.
В это время большая часть страны была покрыта вечнозелёными тропическими лесами, однако ведение лесозаготовок осложнялось в связи с влажным тропическим климатом (атмосферные осадки и избыток влаги увеличивали скорость гниения древесины), почти полное отсутствие дорог затрудняло вывоз брёвен.
По состоянию на 1892 год, основными экспортными товарами страны являлись кожи и шкуры крупного рогатого скота, кофе и ценные породы дерева (в первую очередь, красное дерево, кедр, бакаут и кортес Tecama sideroxylon).
С начала XX века страна фактически превратилась в колонию США, её экономика была подчинена интересам крупных американских корпораций и кредитно-финансовых институтов. Кроме того, в период с 1912 до 1925 года и с 1926 по 1933 год Никарагуа была оккупирована войсками США. 
Экономический кризис 1921 года серьёзно ухудшил положение в отрасли (особенно тяжёлой оказалась ситуация на Атлантическом побережье), но в течение 1922 года положение частично стабилизировалось. Основную часть экспорта в 1921 - 1922 годы составляли пиломатериалы из кедра, древесина кедра и красное дерево.
В 1934 году, после убийства генерала А. Сандино в стране была установлена диктатура семейства Сомоса. Концессии на лесозаготовки оказались под контролем США.
Мировой экономический кризис 1929—1933 годов серьёзно обострил проблемы экономики Никарагуа (в 1928—1932 гг. объём экспорта сократился на 62 %).
После начала Второй мировой войны потребности США в стратегическом сырье (в том числе, в каучуке) увеличились. Ещё более острой потребности в каучуке стали после захвата малайских и индонезийских каучуковых плантаций японцами. На территории Никарагуа началась добыча каучука.
8 мая 1942 года между Никарагуа и США было подписано соглашение о предоставлении американской компании «Rubber Reserve Company» эксклюзивного права на закупки каучука на территории страны.
В 1943 году в стране было собрано максимальное количество каучука за всю историю. Однако основным каучуконосом на территории Никарагуа является дикорастущее в лесах восточной части страны дерево кастиллоа, которое дает каучук худшего качества, чем гевея и обладает низкой продуктивностью. Поэтому хотя во время войны количество деревьев увеличивали, после окончания войны в 1945 году добыча каучука была прекращена (тем не менее, некоторое количество деревьев было оставлено в виде живой изгороди вокруг кофейных плантаций). 
Весной 1945 года леса занимали 80% территории Никарагуа.
В начале 1950х годов компании США заготавливали на территории страны древесину кедра, палисандра, красного дерева, кампешевого дерева и других ценных пород. Также на территории страны имелся крупный лесопильный завод в Пуэрто-Кабесас и производство спичек.
В ходе подготовленной США операции по вторжению на Кубу «бригады 2506» здания и сооружения американской лесозаготовительной компании "Nicaraguan Long Leaf Pine Company" в порту Пуэрто-Кабесас с января 1961 года использовались для доставки грузов на тренировочную базу «бригады 2506» на территории Никарагуа (JMTide), а в апреле 1961 года - для погрузки бригады на корабли и отправку на Кубу.
В начале 1960х годов леса занимали 80% территории Никарагуа, лесную промышленность страны контролировали компании США и Канады. В 1961 году в стране действовали один крупный лесопильный завод в порту Пуэрто-Кабесас (производивший в основном доски и брусья квадратного сечения) и 33 лесопилки. Опилки красного дерева (содержащие большое количество танина) традиционно использовались в коптильнях - для копчения мяса.
В 1973 году в стране действовали крупный деревообрабатывающий комбинат на берегу реки Типитапа и несколько мелких предприятий деревообрабатывающей и бумажной промышленности.
В 1977 году заготовка тропической древесины составила 3 млн м³, наиболее ценными породами являлись махагони, бакаут, палисандр и бальса, также на территории страны добывали «перуанский бальзам».
После победы Сандинистской революции летом 1979 года в стране был создан Никарагуанский институт природных ресурсов и окружающей среды (IRENA, в дальнейшем - министерство природных ресурсов MARENA), в ведение которого были переданы вопросы лесного хозяйства и экологии.
В ходе войны с "контрас" наиболее пострадала флора и фауна в департаментах Селайя, Нуэва-Сеговия и Чонталес. 22-23 октября 1988 года ураган «Джоан» причинил значительные разрушения в юго-восточной и центральной части Никарагуа: на плантациях был уничтожен урожай кофе, какао, бананов, погибли масличные пальмы, деревья гевеи, значительный ущерб в виде потерь древесины был причинен лесному хозяйству. Общий ущерб составил 828 млн. долларов США.
В 1991 году 40% территории страны было покрыто лесами, богатыми ценными породами (красным деревом, кедром, кебрачо, каучуконосами...).
В 1995 году правительство В. Чаморро разрешило южнокорейской компании "Sol del Caribe" вести лесозаготовки на землях принадлежавших индейцам на условиях концессии. В сентябре 2001 года Межамериканский суд по правам человека заставил правительство Никарагуа выплатить индейцам компенсацию.
В сентябре 2007 года ураган «Феликс» нанёс значительный ущерб экономике страны (в том числе, лесному хозяйству). По оценке Экономической комиссии ООН для Латинской Америки и Карибского бассейна, общий ущерб составил 716,31 млн долларов США. Были разрушены 9 тыс. домов в ряде населённых пунктов на Атлантическом побережье, порывы ветра свалили 1600 тыс. гектаров леса (10,7 млн кубометров деловой древесины), уничтожили посевы сельхозкультур.
Вооружённые силы Никарагуа принимают участие в охране лесных ресурсов страны (лесопосадках, тушении лесных пожаров, противодействии незаконной вырубке леса и охране заповедников).